# El Balzamar
El Balzamar är en ort i Mexiko.   Den ligger i kommunen Leonardo Bravo och delstaten Guerrero, i den södra delen av landet, 220 km söder om huvudstaden Mexico City. El Balzamar ligger 2 089 meter över havet och antalet invånare är 793.
Terrängen runt El Balzamar är kuperad norrut, men söderut är den bergig. Runt El Balzamar är det ganska glesbefolkat, med 34 invånare per kvadratkilometer. Närmaste större samhälle är Chichihualco, 16,9 km nordost om El Balzamar. I omgivningarna runt El Balzamar växer i huvudsak städsegrön lövskog.